# Лэй, Герман
Ге́рман Ва́рден Лэй (англ. Herman Warden Lay; 6 марта 1909, Шарлотт, Северная Каролина — 6 декабря 1982, Даллас, Техас, США) — американский предприниматель, производитель чипсов, основатель компании Lay’s.
Лэй основал компанию HW Lay Co. Inc, которая теперь является частью корпораций Frito-Lay, дочерней компаний PepsiCo.

## Биография
Лэй родился 6 марта 1909 года в Шарлотте, Северная Каролина. Его отец, Джесси Н. Лэй, работал в International Harvester, сначала бухгалтером в Шарлотте, а затем коммерческим продавцом в Колумбии (Южная Каролина), куда семья переехала. В 1920 году они переехали в Гринвилл. В 1922 году его мать умерла от рака, а отец снова женился. Затем он два года учился в Фурманском университете на спортивную стипендию, но так и не окончил его.

## Карьера
Начал свою карьеру в Sunshine Biscuits и был уволен из-за Великой депрессии. затем он работал коммивояжером для Barett Food Company, когда он принёс чипсы клиентам в своем Ford Model A. Его территория со временем расширялась и его доходы начали расти. В 1932 году он занял 100 долларов США и основал H. W. Lay Distributing Company, базирующаяся в Атланте, штат Джорджия, дистрибьютор компании Barrett Food Products Company, и начала нанимать сотрудников. Он торговал картофельными чипсами от Атланты до Нашвилла, штат Теннесси. К 1937 году у него было 25 сотрудников, и он начал производить свою собственную линию закусок. Компания H. W. Lay & Company объединилась с компанией Frito в сентябре 1961 года, создав крупнейшую в США компанию по продаже закусок — Frito-Lay Corporation. В 1965 году Герман Лэй (Председатель и главный исполнительный директор Frito-Lay) и Дональд М. Кендалл (Президент и главный исполнительный директор Pepsi-Cola) объединили две компании и образовали PepsiCo Inc..
Будучи филантропом, он помог основать Ассоциацию частного предпринимательского образования (англ. Association of Private Enterprise Education).

## Личная жизнь
Лэй женился на Саре Амелии «Мими» Харпер (англ. Sarah Amelia «Mimi» Harper), и имел четверо детей. Его покойный сын, Герман Уорден Лэй-младший, был соучредителем далласской компании по розливу пива Pepsi и 7 Up в Мексике.

## Наследие
В Торговой палате США есть комната, названная в его честь. Его альма-матер, Университет Фурмана, предлагает стипендию на его имя. В его честь назван Центр физической активности Университета имени Фурмана Германа Вардена Лея. В его честь назван декоративный сад «Лэй» в Далласском дендрарии и ботаническом саду.
В 1975 году Лэй получил премию «Золотая тарелка» американской академии достижений.